# Баканов, Юрий Владимирович
Ю́рий Влади́мирович Бака́нов (31 марта 1930, Ставрополь — 23 июня 2006, Санкт-Петербург) — советский тренер по боксу. Тренер сборной команды Туркменской ССР, тренер-преподаватель Ленинградского педиатрического медицинского института, Ленинградского военно-механического института, Ленинградского техникума физической культуры. Личный тренер боксёров Ивана Соболева, Олега Кузьмина, Бориса Хесина, Владимира Труфанова и др. Заслуженный тренер РСФСР (1992). Судья всесоюзной категории (1965).

## Биография
Юрий Баканов родился 31 марта 1930 года в Ставрополе. Начинал заниматься боксом в Ленинграде в Детской спортивной школе Ленинградского дворца пионеров имени А. А. Жданова (ныне Санкт-Петербургский городской дворец творчества юных) под руководством заслуженного тренера СССР Ивана Павловича Осипова, позже присоединился к добровольному спортивному обществу «Большевик» и тренировался у заслуженного тренера СССР Александра Николаевича Кудрина.
Во время Великой Отечественной войны оставался в городе, пережил блокаду. Впоследствии награждён знаком «Жителю блокадного Ленинграда».
Как боксёр выступал в наилегчайшей весовой категории, побеждал на юношеских первенствах Ленинграда, в 1947 году одержал победу на первенстве центрального совета ДСО «Большевик».
Окончил Государственный институт физической культуры имени П. Ф. Лесгафта и после завершения спортивной карьеры перешёл на тренерскую работу. В период 1953—1956 годов занимал должность государственного тренера Туркменской ССР, затем в течение трёх лет работал тренером-преподавателем в Ленинградском педиатрическом медицинском институте и Ленинградском военно-механическом институте. В 1959—1990 годах более двадцати лет преподавал в Ленинградском техникуме физической культуры и спорта.
За долгие годы тренерской работы подготовил ряд талантливых спортсменов, в том числе более тридцати его воспитанников получили звания мастеров спорта. Один из самых известных его учеников — мастер спорта Иван Соболев, бронзовый призёр чемпионата Европы, чемпион СССР, победитель турниров всесоюзного и международного значения. Также под его руководством тренировались многократный чемпион Ленинграда Юрий Козлов, известные в будущем тренеры Олег Кузьмин, Борис Хесин, Пётр Сидорин, Владимир Труфанов и др. За выдающиеся достижения на тренерском поприще в 1992 году Юрий Баканов был удостоен почётного звания «Заслуженный тренер РСФСР».
Неоднократно принимал участие в соревнованиях по боксу в качестве судьи. С 1965 года — судья всесоюзной категории.
После распада Советского Союза в 1992 году основал Благотворительный фонд ветеранов бокса Санкт-Петербурга, возглавлял его в течение всех последующих лет. Помимо этого, занимал должность председателя ветеранской комиссии санкт-петербургской городской федерации бокса.
В 2005 году вышла в свет его автобиография «Бокс в моей жизни. Учителя, ученики, друзья, ветераны».
Умер 23 июня 2006 года в возрасте 76 лет. Похоронен на Южном кладбище в Санкт-Петербурге.